# Salvador Macip
Salvador Macip  Maresma (n. Blanes, Gerona; 1970) es un médico, investigador y escritor español.

## Biografía
Salvador Macip es catedrático de medicina molecular en la Universidad de Leicester y la Universidad Abierta de Cataluña. Estudió medicina en la Universidad de Barcelona (1988-1994), donde también se doctoró en genética molecular (1998). Desde finales del 1998 hasta principios del 2008 trabajó en el hospital Mount Sinai de Nueva York, estudiando las bases moleculares del cáncer y el envejecimiento. Desde el 2008 continúa investigando sobre los mismos temas en el Laboratorio de Mecanismos del Cáncer y el Envejecimiento que dirige en la Universidad de Leicester (Reino Unido), donde es catedrático de medicina molecular, y desde el 2020 también en la Universidad Abierta de Cataluña, donde es decano de la Facultad de Ciencias de la Salud. Es también director de un laboratorio de investigación en el Instituto Josep Carreras contra la Leucemia.
Ha publicado cuentos, novelas y libros para niños, por los cuales ha obtenido diversos premios. Ha publicado también los libros de divulgación científica Inmortales y perfectos (Cómo la medicina cambiará radicalmente nuestras vidas), Las grandes plagas modernas (La gripe, el sida y otros enemigos invisibles) y Qué es el cáncer (y por qué no hay que tenerle miedo). Se encargó de un blog sobre investigación biomédica para elmundo.es y escribe en El Periódico con un artículo de opinión mensual, entre otras colaboraciones en prensa.

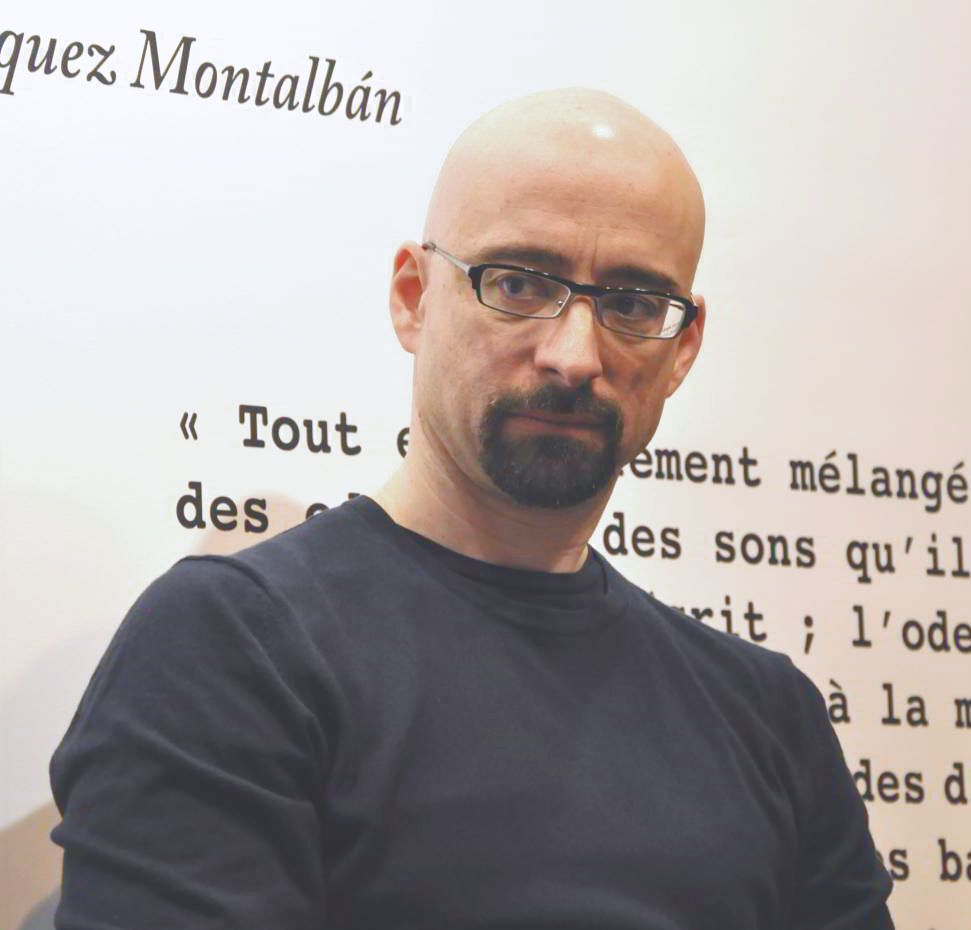
Salvador Macip - Salon du livre de Paris - 24 mars 2013

## Libros Publicados
En castellano
Divulgación
- Inmortales y perfectos. Destino, 2008.
- Las grandes plagas modernas. Destino, 2010.
- Qué es el cáncer (y por qué no hay que tenerle miedo). Now books, 2013.
- Jugar a ser Dios (con Chris Willmot). Publicacions Universitat de València, 2015. Premio Europeo de Divulgación Científica Estudi General. 2013.
- ¿Es posible frenar el envejecimiento?. Materia, 2016.
- Enemigos microscópicos. Materia, 2016.
- 100 preguntas sobre el cáncer (con Daniel Closa). Kailas, 2018.
- Las grandes epidemias modernas. Destino, 2020
- Lecciones de una pandemia. Anagrama, 2021.
- ¿Qué nos hace humanos?. Arcadia, 2022.
- El secreto de la vida eterna (con Manel Esteller). Grijalbo, 2023.
- La vida en los extremos. Arcadia, 2024.

Novelas
- Colmillos (con Sebastià Roig). La Galera, 2011. Premio Joaquim Ruyra 2011.
- Los límites de la vida (con David Bueno i Torrens y Eduard Martorell). La Galera, 2014.
- La reina de diamantes (con Lluís Llort, Sebastià Benassar y Marc Moreno). Delito, 2019.
- Janowitz (con Ricard Ruiz Garzón). Obscura, 2021.

Infantil y juvenil
- Cinco días en otro planeta. La Galera, 2013.
- Soy un animal: Un viaje inesperado (con Lluís Llort, ilustraciones de Sergi Càmara). Anaya, 2015.
- Soy un animal: Arman y la fábrica podrida (con Lluís Llort, ilustraciones de Sergi Càmara). Anaya, 2015.
- Soy un animal: Misión (casi) imposible (con Lluís Llort, ilustraciones de Sergi Càmara). Anaya, 2016.
- En la caja maravillosa (con Emilio González Urberuaga). Flamboyant, 2018.

En catalán
- Los mosquetones ebrios y otros relatos. Fundación de los Ferrocarriles Españoles, 1995 (colaboración).
- Els fills del Capità Verne. Pagès editors, 2005 (colaboración).
- Mugrons de titani (con Sebastià Roig). Bromera, 2005. Premio Vall d'Albaida 2005.
- El rei del món. Columna, 2007.
- Quina gran persona! Herois quotidians i savis maldestres. Brosquil, 2007. Premio Vila d'Almassora 2006.
- Oriol i Tururut (ilustraciones de Sylvie Muzard). Cruïlla, 2007.
- Immortals, sans i perfectes. Edicions 62, 2008.
- La catosfera literària 08. Cossetània, 2008 (colaboración).
- Les grans epidèmies modernes. La Campana, 2010.
- El joc de Déu. Bromera, 2010. Premio Ictineu 2011.
- Ullals (con Sebastià Roig). La Galera, 2011. Premio Joaquim Ruyra 2011.
- Milloringlix (con Carles Roca-Font). Bromera, 2011.
- Hipnofobia. Proa, 2012. Premio Carlemany 2011.
- Què és el càncer (i per què no hem de tenir-li por). Ara llibres, 2012.
- Tot està per fer i tot és possible (El llibre de la Marató). Ara llibres, 2012 (colaboración).
- Cinc dies en un altre planeta. La Galera, 2013.
- Científics lletraferits. Mètode, 2014 (colaboración).
- Jugar a ser déus (con Chris Willmott). Bromera, 2014. Premio Europeo de Divulgación Científica Estudi General. 2013.
- Els límits de la vida (con David Bueno y Eduard Martorell). La Galera, 2014.
- La reina de diamants (con Sebastià Benassar, Lluís Llort y Marc Moreno). Llibres del Delicte, 2014.
- Punts de fuga. Males Herbes, 2015 (colaboración).
- El secret de la banya embruixada (con Sebastià Roig). Animallibres, 2015.
- Soc un animal: Un viatge inesperat (con Lluís Llort, ilustraciones de Sergi Càmara). Barcanova, 2015.
- Soc un animal: La fàbrica podrida (con Lluís Llort, ilustraciones de Sergi Càmara). Barcanova, 2015.
- Soc un animal: Missió (gairebé) impossible (con Lluís Llort, ilustraciones de Sergi Càmara). Barcanova, 2016.
- Cinc setmanes de colònies. La Galera, 2016.
- Ramón y Cajal. Ara i aquí. Angle, 2016.
- Herba negra (con Ricard Ruiz Garzón). Fanbooks, 2016. Premio Ramon Muntaner 2016.
- Doble mortal (con Elisenda Roca). Fanbooks, 2017.
- Relats curts d’un llarg viatge. El Periódico, 2017 (colaboración).
- Assassins de Girona. Llibres del Delicte, 2017 (colaboración).
- Versos contra la violència. Onada, 2017 (colaboración).
- 100 preguntes sobre el càncer (con Daniel Closa). Cossetània, 2018.
- Soc un animal: Rescat a Katxatxof (con Lluís Llort, ilustraciones de Sergi Càmara). Barcanova, 2018.
- Fills de la Setena Onada. Fanbooks, 2018.
- Dins la capsa meravellosa (con Emilio Urberuaga). Flamboyant, 2018.
- Fills de la Setena Onada 2: Tots els símbols de la por. Fanbooks, 2019.
- Els finals no arriben mai de sobte. Enciclopèdia, 2019.
- La maleta de la memòria (con Àngels Bassas). Cruïlla, 2019.
- Viurem per sempre? (con Chris Willmott). Eumo, 2020.
- Cinc minuts tard. La Galera, 2020.
- Delinqüents (colaboración). Lllibres del Delicte, 2021.
- Lliçons d'una pandèmia. Anagrama, 2021.
- Janowitz (con Ricard Ruiz Garzón). Fanbooks, 2021.
- Somia Philip Marlowe amb xais elèctrixs? (colaboración). Crims.cat, 2021.
- Barcelona 2059. Ciutat de psothumans(colaboración). Mai més, 2021.
- Un dia la porta s'obrirà (con Manel Esteller). Pagès, 2021.
- Què ens fa humans?. Arcàdia, 2022.
- Doble mortal (con Àngels Bassas). Columna, 2022.
- El secret de la vida eterna (con Manel Esteller). Rosa dels vents, 2023.
- La vida als extrems. Arcadia, 2024.

En inglés
- Where science and ethics meet (con Chris Willmott). Praeger, 2016.
- Modern epidemics. Polity, 2021.

En alemán
- Lara oder Der Kreislauf des Lebens (con David Bueno y Eduard Martorell). Hanser, 2017.

En francés
- Arno et Tururut (ilustraciones de Sylvie Muzard). Les Intouchables, 2006.
- Arno et Tururut: l'anniversaire (ilustraciones de Sylvie Muzard). Les Intouchables, 2006.
- Arno et Tururut: au zoo (ilustraciones de Sylvie Muzard). Les Intouchables, 2006.
- Hipnofobia. Hachette, 2013.

En italiano
- È possibile frenare l'invecchiamento? La scienza alle frontiere della vita. Materia, 2016.
- Nemici microscopici. Virus, batteri e vaccini . Materia, 2016.
- La più grande meraviglia sei tu. Salani, 2019.
- Le 100 risposte sul cancro. Demetra, 2019.

En portugués o gallego
- Cancro: Conhecer, Confortar, Vencer. Vogais, 2013.
- Son un animal: Unha viaxe inesperada (con Lluís Llort, ilustraciones de Sergi Càmara). Xerais, 2015.
- Son un animal: Arman e a fábrica podre (con Lluís Llort, ilustraciones de Sergi Càmara). Xerais, 2015.
- É possível travar o envelhecimento?. Cofina, 2016.
- Inimigos Microscópicos. Cofina, 2016.
- 100 preguntas sobre o cancro. Vogais, 2018.
- Dentro da caixa maravilhosa. Telos, 2019.
- As grandes epidemias modernas. Nacional, 2020.

En coreano, chino y persa
- En la caja maravillosa, 2019, 2020, 2022.